# Bludička (seriál)
Bludička (v anglickém originále Willo the Wisp) je britská animovaná komediální série příběhů o nadpřirozených i zvířecích tvorech, žijících v kouzelném lese.

## Uvedení v ČR
Tehdejší Československá televize zařadila tento seriál do svého vysílání koncem 80. let, a to v rámci dětského pořadu Magion. Všechny postavy daboval Oldřich Kaiser. Po roce 2000 byla Bludička vydána i na dvou DVD (každé po 13 dílech), tentokrát s dabingem Tomáše Juřičky.
V roce 2005 vznikla druhá šestadvacetidílná série, v ČR však zatím nebyla uvedena.

## Hlavní postavy
- Bludička – nehmotný duch, vyprávějící a komentující příběh
- Mejvis (v originále Mavis) – velmi hmotná víla s kouzelnou hůlkou a s předkusem
- Edna – proradná televize na čtyřech nožičkách, čarující pomocí své dvouprutové antény. Její kouzla jsou silnější než ta Mejvisina. Je tržně orientovaná: v 16. díle prvé série se chystala začarovat ostatní postavy do podoby sádrových figur, jak to provedla naivnímu trpaslíkovi, a zbohatnout jejich prodejem. V sérii z roku 2005 je Edna po faceliftu (stojánek, plochá obrazovka, stereo), aniž by se změnila povahově.
- Ágnes (v originále Arthur) – sarkastická housenka
- Elza (v originále Carwash) – modrá kočka lesní, krátkozraká intelektuálka
- Mug (v originále Moog) – těžkopádný kříženec psa a žížaly

## Seznam dílů
1. Ženich
2. Ednino tajemství
3. Potravou k myšlení
4. Prázdniny
5. Drak
6. Kouzelná kost
7. Kuklení
8. Magnet
9. Oko ne, ruka ano
10. Let víly Mavis
11. Myšlenky Mooga
12. Jarní radovánky
13. Hrátky s Ednou
14. Horký horký den
15. Svátek čarodějnic
16. Trpaslík
17. Co žere Ednu
18. Však víte co
19. Fazolová lodyha
20. Když lilo jako z konve
21. Midasův dotek
22. Vikinga
23. Lektvar
24. Soutěž krásy
25. Kouzelný golf
26. Vánoční balíček